# Ђиђи Фернандез
Беатрис „Ђиђи“ Фернандез (шп. Beatriz "Gigi" Fernández; Сан Хуан, 22. фебруар 1964) је бивша професионална тенисерка, која је играла за Порторико и за Сједињене Америчке Државе.
Сматра се једном од најбољих тенисерки у паровима свих времена. Током своје каријере, освојила је 17 гренд слем титула и две олимпијске медаље у женским паровима, у којима је једно време била и прва тенисерка планете. И у појединачној конкуренцији је била у топ 30, а највиша позиција јој је била 17. место, на које је стигла 6. октобра 1990. године.
Након што се повукла, постала је успешан тениски тренер.

## Титуле

### Појединачно (2)
| Бр. | Датум             | Турнир             | Категорија | Подлога | Противница у финалу | Резултат      |
| 1.  | 26. октобар 1986. | Сингапур, Сингапур | ВТА турнир | Тврда   | Мерседес Паз        | 6–4, 2–6, 6–4 |
| 2.  | 18. април 1986.   | Албукерки, САД     | IV         | Тврда   | Жили Алар Декижи    | 6–0, 6–2      |